# They Dance Alone (Cueca Solo)
Singles de Sting
Fragile
(1988) All This Time
(1991)
Clip vidéo
[vidéo] « They Dance Alone », sur YouTube
They Dance Alone (Cueca sola) est une chanson écrite, composée et interprétée par le chanteur britannique Sting figurant dans l'album …Nothing Like the Sun paru en octobre 1987. Elle est extraite en single le 9 septembre 1988.

## Historique
They Dance Alone est une chanson militante contre la dictature militaire d'Augusto Pinochet au Chili. Elle parle des femmes endeuillées par la disparition de leurs maris, pères, fils ou frères, tous victimes des exactions du régime politique, qui, en signe de protestation, vont danser seules le cueca, danse traditionnelle chilienne, devant les postes de police ou les bâtiments du gouvernement, avec des photos des disparus accrochées à leurs habits,.
Parmi les artistes invités lors de l'enregistrement, se trouvent le chanteur panaméen Rubén Blades, que l'on entend prononcer plusieurs phrases en espagnol, et les guitaristes Eric Clapton, Mark Knopfler et Fareed Haque (en).
Sting a enregistré la chanson en espagnol sous le titre Ellas danzan solas (Cueca sola), avec un texte adapté par Roberto Livi. Cette version figure sur l'EP Nada Como el Sol sorti en février 1988 et apparaît également en face B du single dans certains pays, comme le Royaume-Uni.

## Clip
Le clip a été réalisé par Dominic Sena.

## Distinctions
They Dance Alone remporte en 1989 l'Ivor Novello Award de la meilleure chanson musique et texte (Best Song Musically and Lyrically).

## Hommage
Le duo espagnol féminin Ella Baila Sola, formé en 1996 par les musiciennes Marilia Andrés Casares et Marta Botía, s'est inspiré du titre pour le nom de leur groupe.

## Classements hebdomadaires
| Classement (1988)                      | Meilleure position |
| -------------------------------------- | ------------------ |
| Allemagne (GfK Entertainment)          | 66                 |
| Belgique (Flandre Ultratop 50 Singles) | 35                 |
| Italie (FIMI)                          | 24                 |
| Pays-Bas (Nederlandse Top 40)          | 29                 |
| Pays-Bas (Single Top 100)              | 27                 |
| Royaume-Uni (UK Singles Chart)         | 94                 |